# Premio Nacional de Ensayo (Colombia)
El Premio Nacional de Ensayo de Colombia es un reconocimiento otorgado por la Biblioteca Nacional de Colombia, que forma parte de los Premios Nacionales de Cultura del Portafolio del Programa Nacional de Estímulos del Ministerio de las Culturas, las Artes y los Saberes. Este galardón tiene como objetivo destacar la excelencia en la investigación literaria y la creación ensayística o crítica literaria entre libros publicados en Colombia durante un período específico, evaluando su calidad y relevancia tanto en el ámbito nacional como internacional.

## Premiados
| Año  | Premiado      | Obra premiada                                                                            | Origen              | Jurado                                                                                 | Comentarios |
| ---- | ------------- | ---------------------------------------------------------------------------------------- | ------------------- | -------------------------------------------------------------------------------------- | --- |
| 2024 | Efrén Giraldo | Sumario de plantas oficiosas: Un ensayo sobre la memoria de la flora (Luna Libros, 2023) | Medellín, Antioquia | Marda Ucaris Zuluaga Aristizábal Óscar Alberto Torres Duque Jerónimo Pizarro Jaramillo | Según el jurado: “Es un libro impecablemente bien armado, que combina experiencias personales con lecturas diversas para formar un entramado de planteamientos éticos y estéticos alrededor de nuestra relación con las plantas”. |

## Galardonados por origen
| Departamento | Número de galardonados |
| ------------ | ---------------------- |
| Antioquia    | 1                      |